# Arcadio González Rodríguez
Arcadio González Rodríguez (Vilariño de Conso) es un docente y político gallego del PSdeG-PSOE .

## Trayectoria
Profesor de instituto en Orense, fue líder de la lista PSdeG-PSOE en las elecciones municipales de 2007 en Vilariño de Conso. Fue elegido alcalde gracias a un pacto de gobierno con el BNG. Por desacuerdos entre los socios de gobierno, dimitió como alcalde en junio de 2009, por lo que el candidato del PPdeG Ventura Sierra Vázquez fue elegido alcalde por la indisciplina de un concejal del BNG que votó por el candidato de su partido en lugar del PSdeG.
| Predecesor: Ventura Sierra Vázquez | Alcalde de Vilariño de Conso 2007-2009 | Sucesor: Ventura Sierra Vázquez |

### Otros artículos
- Elecciones municipales en Vilariño de Conso

- Datos: Q12383208